# 谢尔·斯托雷利
谢尔·斯托雷利（挪威語：Kjell Storelid，1970年10月24日—），挪威男子速度滑冰运动员。他曾代表挪威参加1994年、1998年和2002年冬季奥林匹克运动会速度滑冰比赛，获得二枚银牌。